# 昂 (上比利牛斯省)
昂，又译"昂斯"（法語：Ens）是法国上比利牛斯省的一个市镇，位于该省东南部，属于巴涅尔德比戈尔区。该市镇总面积3.49平方公里，2009年时的人口为26人。

## 人口
昂人口变化图示